# Stachys spreitzenhoferi
Espèce
Classification phylogénétique
Stachys spreitzenhoferi est une espèce de plantes à fleurs de la famille des Lamiaceae. C'est une plante herbacée endémique au sud du Péloponnèse.

## Étymologie
Le nom de la plante a été attribué en l'honneur du botaniste autrichien Georg Constantin Spreitzenhofer (1835 - 1883).

## Distribution
Espèce endémique de Cythère et au sud-est du Péloponnèse, à basse altitude.

## Description
- Plante herbacée haute de 5 à 20 cm.
- Fleurs blanches en groupe de 4 ou 6 fleurs au bord des pousses, à haut et bas violet.
- Feuilles velues, légèrement dentées, grisâtres sur la face supérieure et blanchâtres sur la face inférieure[2].

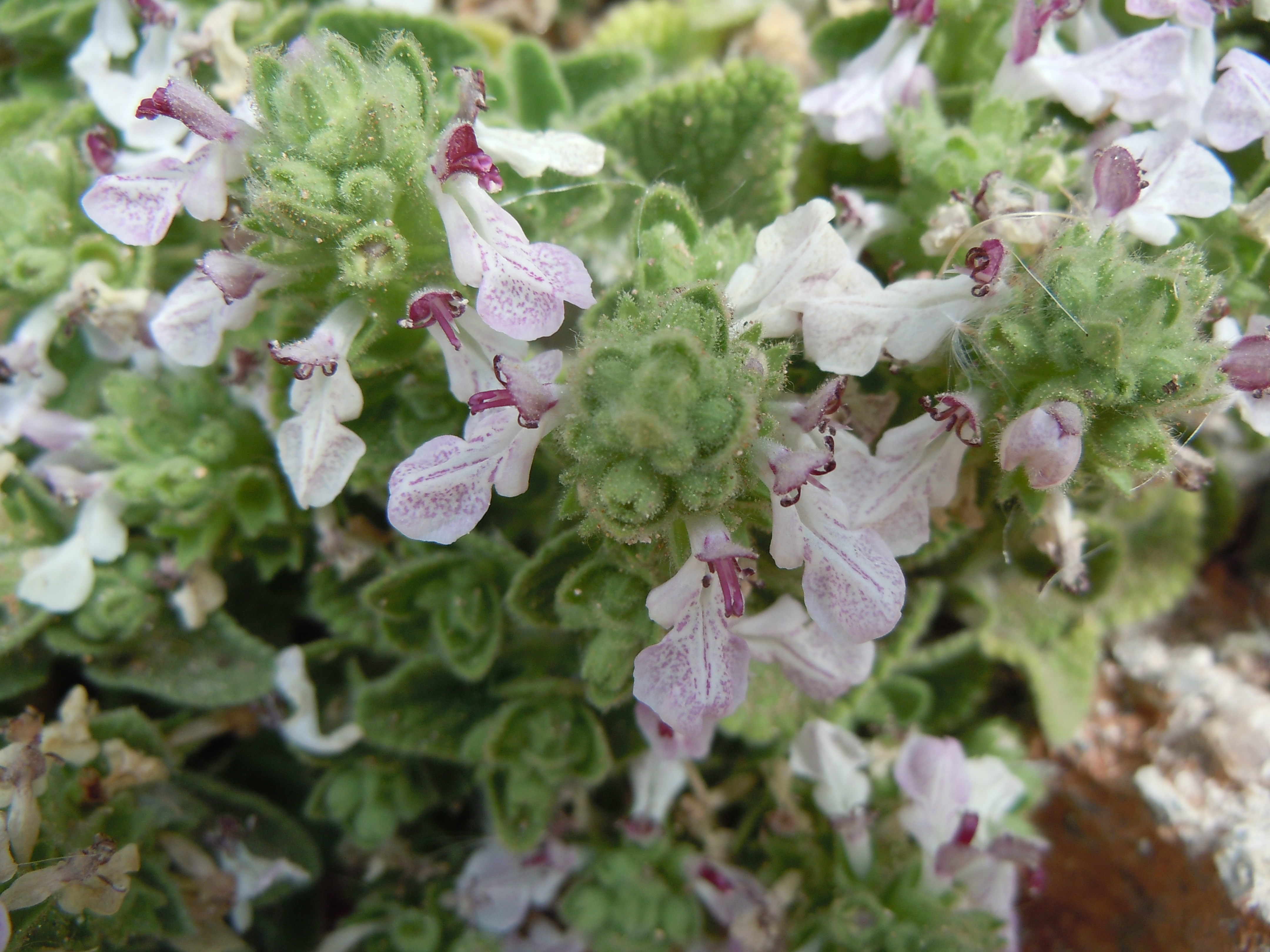
Stachys spreizenhoferi en floraison en mai.
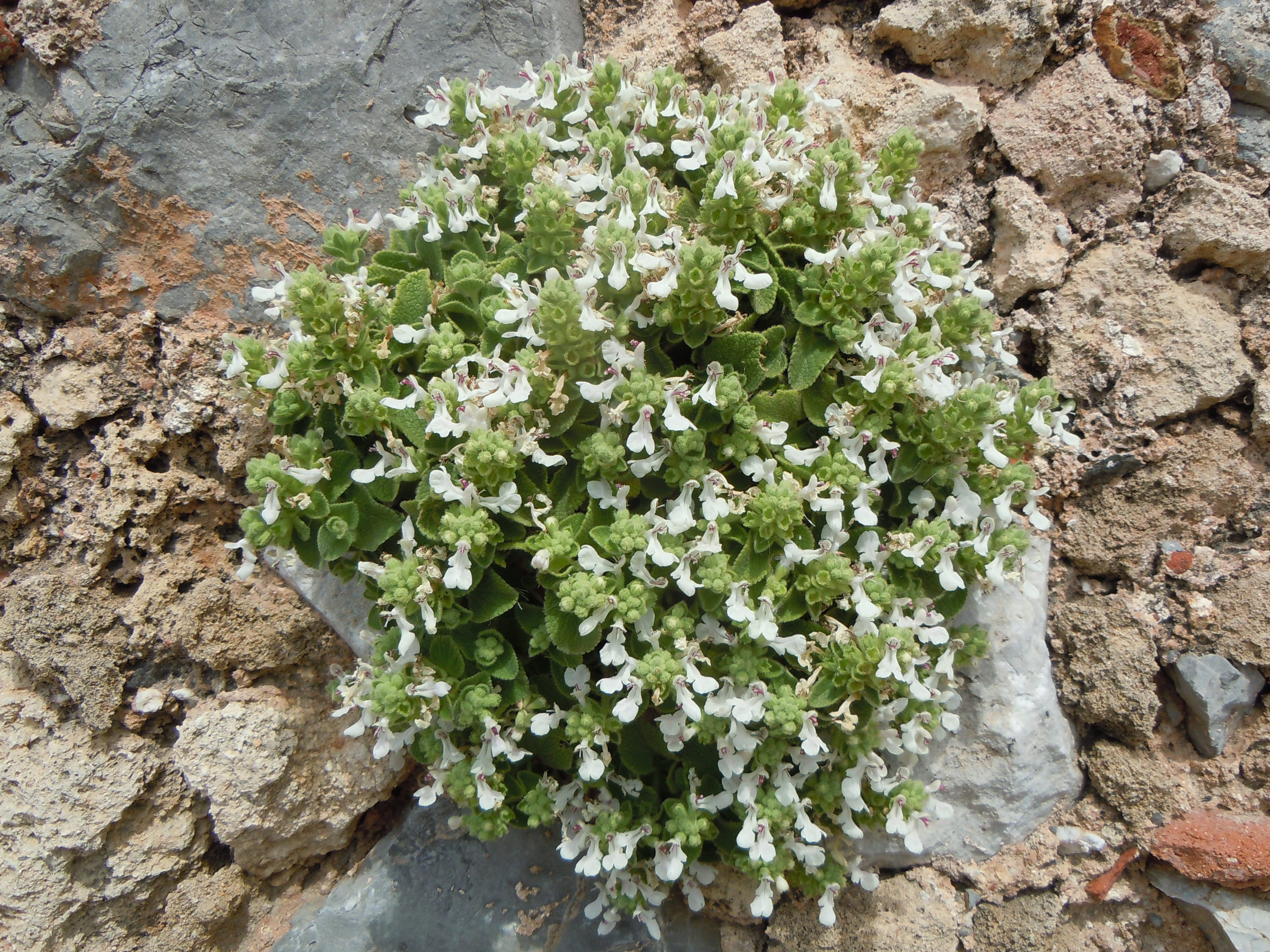
Vue de la plante.

## Habitat
Rochers et murs calcaires.